# エフゲニー・ダビドフ
エフゲニー・ヴィタリエヴィチ・ダビドフ（ロシア語: Евге́ний Вита́льевич Давы́дов, ラテン文字転写: Yevgeni Vitalievich Davydov、1967年5月27日 - ）は、ソビエト連邦チェリャビンスク出身のロシアの元プロアイスホッケー選手。ポジションはウイング。

## 経歴
1984年よりソビエトリーグのトラクター・チェリャビンスクでプレー、1986-1987シーズンよりはHC CSKAモスクワに移籍した。1987年1月4日、世界ジュニアアイスホッケー選手権のカナダ戦（Punch-up in Piestany）でベンチに誰もいなくなる乱闘を作る原因を与えた選手であると認定された。両チームはトーナメントの最終順位争いから除かれ、カナダはメダルを失った。
1989年のNHLドラフトで全体235位でウィニペグ・ジェッツより指名され、1992年に独立国家共同体としてアルベールビルオリンピックで金メダルを獲得した後、ジェッツに加入、その後、フロリダ・パンサーズ、オタワ・セネターズでもプレーしNHLでは155試合に出場、40得点、39アシストで79ポイントを獲得するとともに120分のペナルティを受けた。その後フランス、スウェーデン、スイス、フィンランド、ドイツ、イタリアなどでプレー、最後はロシアで現役生活を終えた。

## 詳細情報

### 代表歴
ソビエト連邦代表
- 1987年世界ジュニアアイスホッケー選手権ソビエト連邦代表選手

独立国家共同体
- 1992年オリンピックアイスホッケーEUN代表